# Eisenacher Konferenz
Als Eisenacher Konferenz werden verschiedene Zusammenkünfte bzw. Institutionen bezeichnet:
- eine Konferenz kursächsischer und hessischer Räte Mitte Juli 1540, bei der unter Beisein einiger Theologen, unter ihnen Martin Luther, das Problem der Doppelehe Philipps von Hessen behandelt wurde[1].
- die von 1852 bis 1921 bestehende Deutsche Evangelische Kirchenkonferenz (auch Eisenacher Konferenz oder Eisenacher Kirchenkonferenz).
- eine Konferenz von Vertretern der Juristischen Fakultäten Deutschlands im März 1896, bei der Vereinbarungen über die künftige Gestaltung des Jurastudiums getroffen wurden[2].
- eine 1902 gegründete Organisation zur Unterstützung der Gemeinschaftsbewegung, die ab 1905 Eisenacher Bund hieß.